# Огибное (болото)
Огибное — болото в России, в Вологодской области. Расположено в Бабушкинском районе.
Сравнительно небольшое болото. Находится в 4 км севернее деревни Логдуз. Болото имеет причудливую форму. Болото вытянуто с севера на юг. В самом широком месте длина составляет 1,2 км, обычно ширина варьируется от 50 до 400 метров. В длину болото составляет 2,35 км между крайними точками болота. Площадь этого болота (0,9 км²) немногим больше площади деревни Логдуз.
Болото со всех сторон окружено смешанными лесами. С севера и востока граничит с другими, более крупными, болотами, такими как Кибринское (с севера) и Михалёво (с востока)
В осенний период активно посещается населением деревни Логдуз в связи с обилием ягодных ресурсов (в частности клюквы), а также близостью расположения.
Исток небольшой реки Огибной, притока Логдуза. Среди местного населения эта река имеет название Огибёшка.

## Галерея

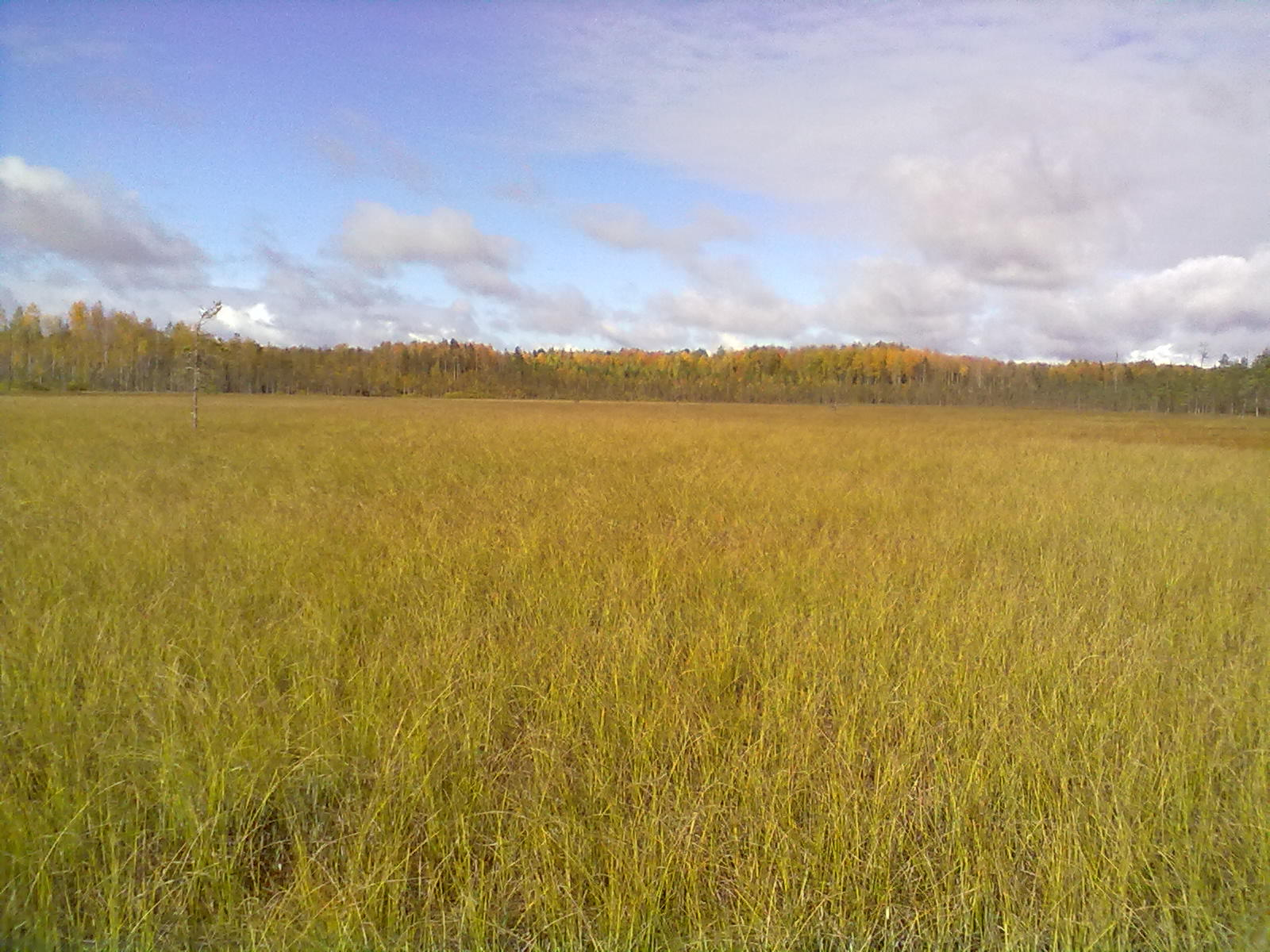
Болото Огибное
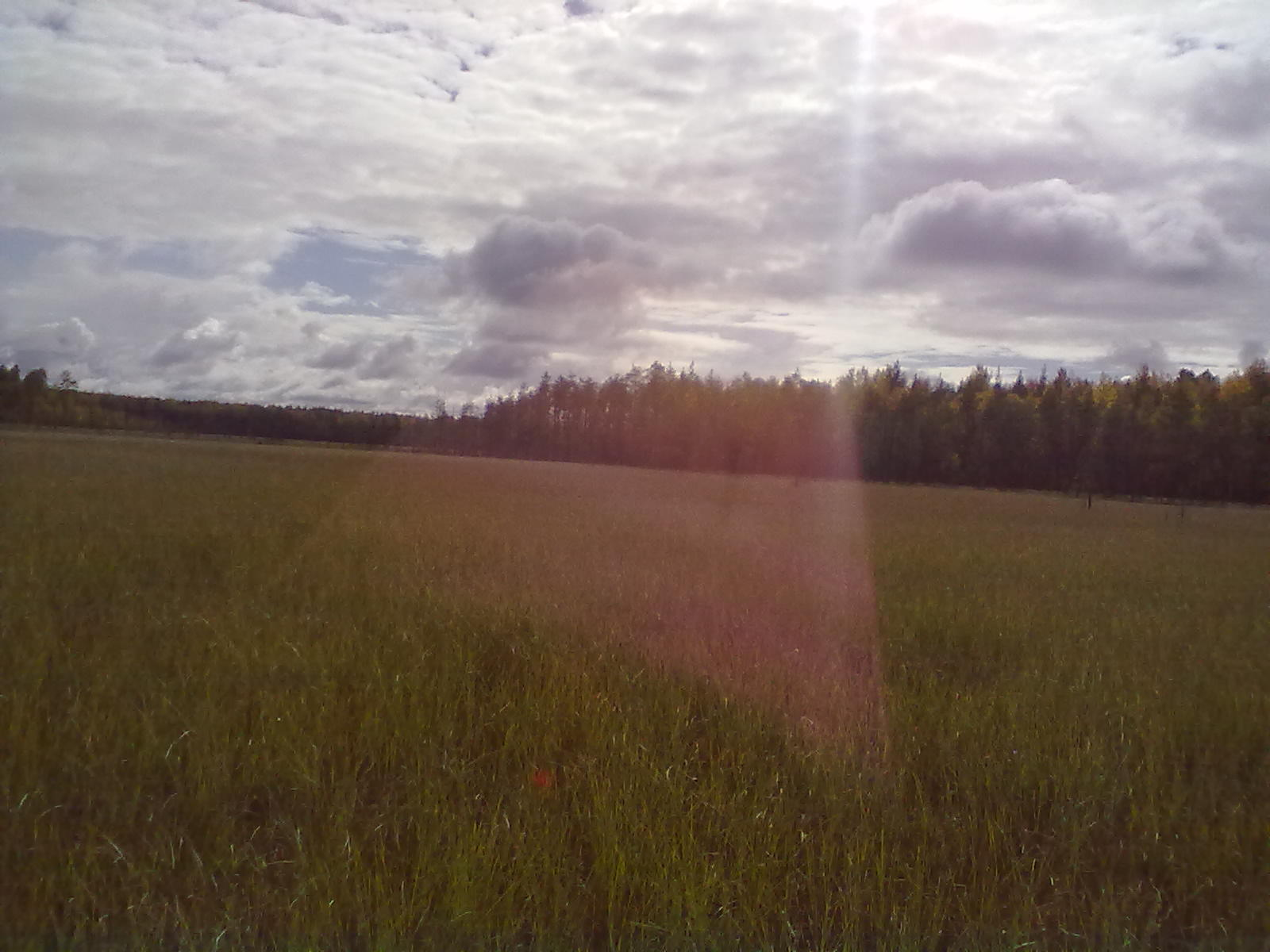
Вид на северную часть болота Огибное
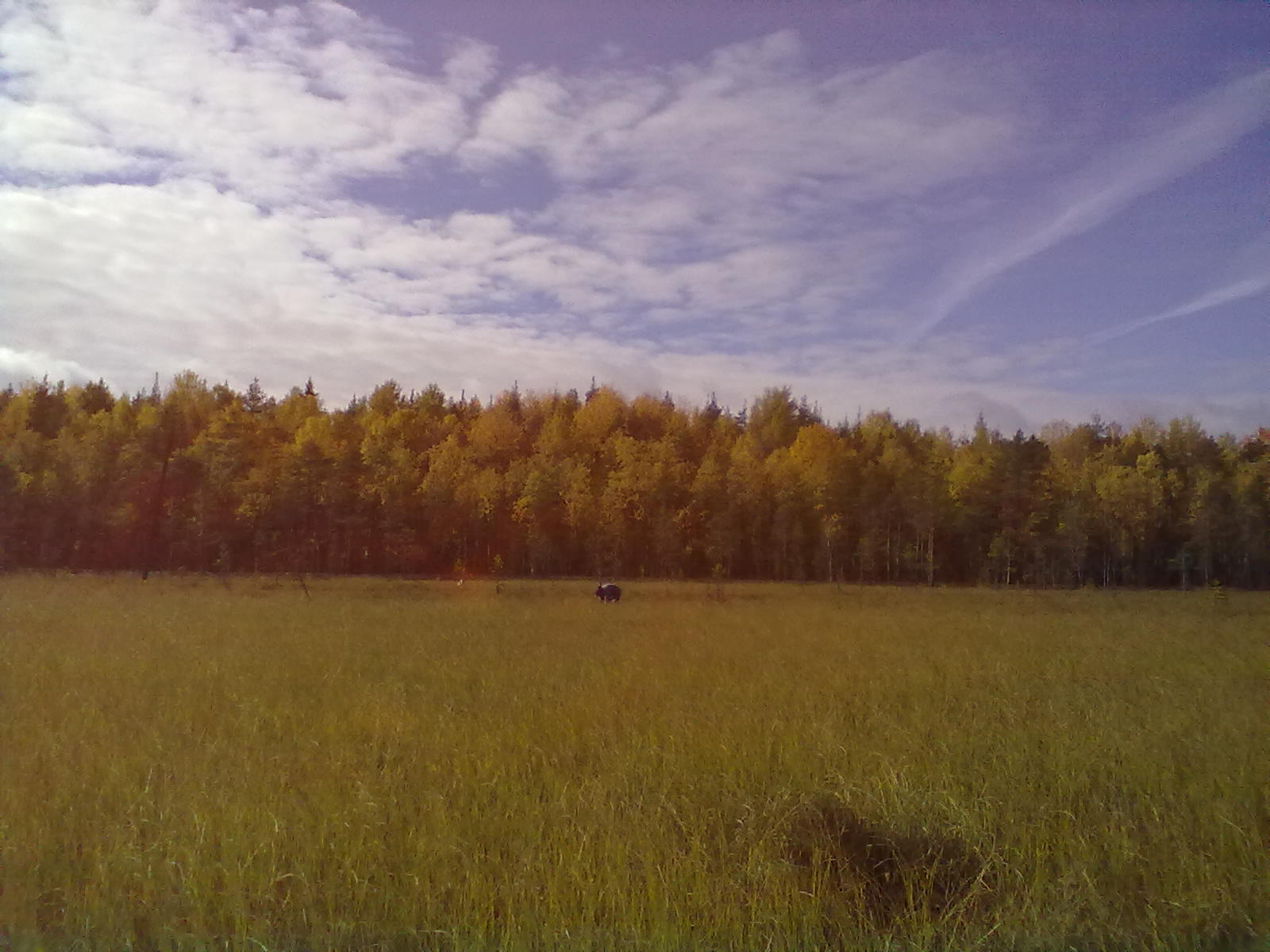
Сбор клюквы на болоте
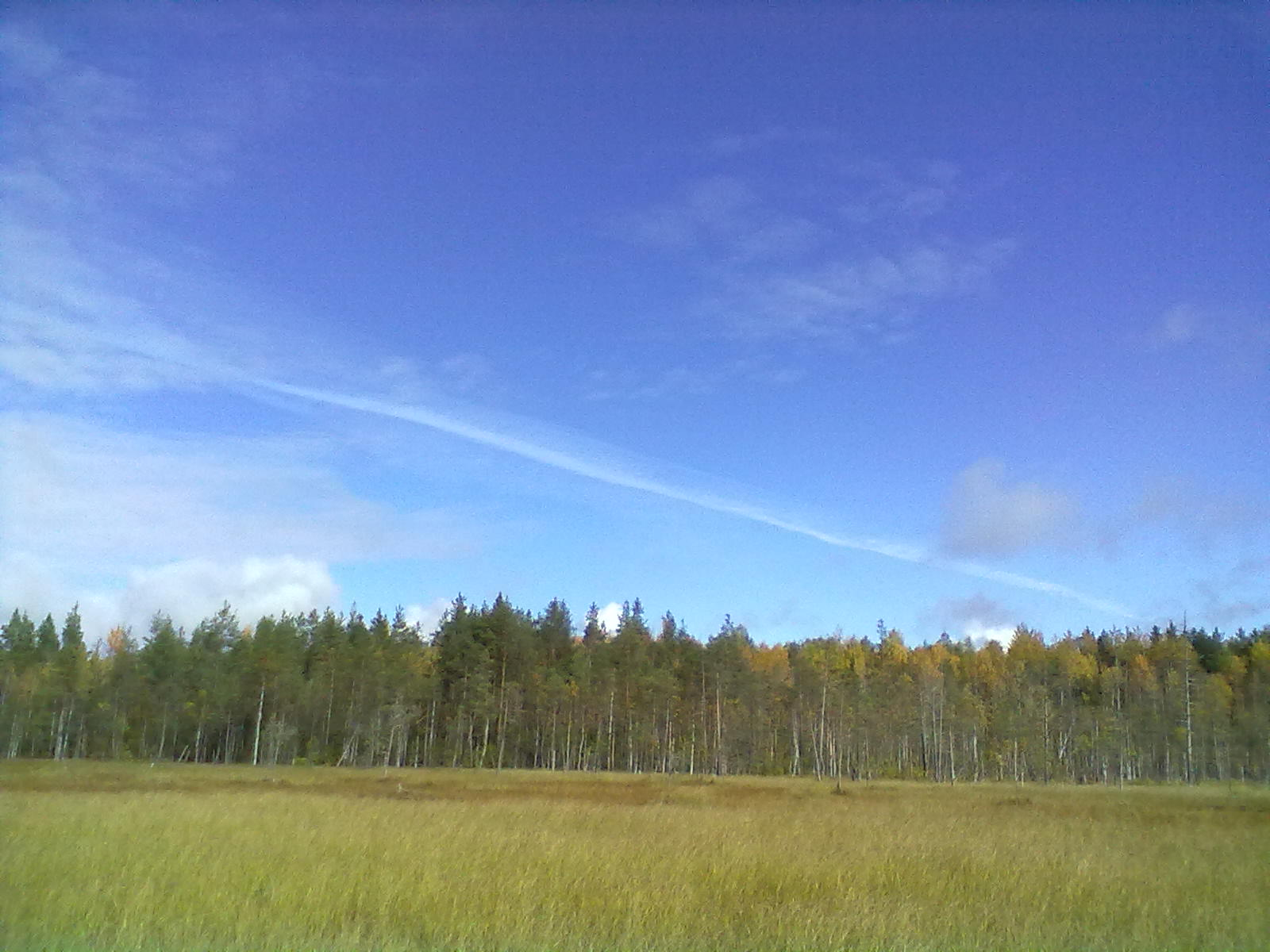
Редкое небо на болоте Огибное